# (25168) 1998 SC65
A (25168) 1998 SC65 a Naprendszer kisbolygóövében található aszteroida. Eric Walter Elst fedezte fel 1998. szeptember 20-án.